# Aragón Radio
Aragón Radio est une station de radio publique espagnole appartenant à la Corporation aragonaise de radio et télévision. Autorisée à émettre sous le nom de Radio Autonómica de Aragón S.A., elle débute ses premiers tests le 28 août 2005 (retransmission du match de football Atlético de Madrid-Real Saragosse), et commence à diffuser ses émissions régulières à partir du 1er octobre de la même année, avec une émission en direct depuis les trois capitales provinciales de la communauté autonome (Saragosse, Huesca et Teruel).

## Présentation
Station de format « généraliste », elle axe sa programmation autour de trois objectifs : informer, apprendre et divertir. L'actualité régionale, nationale et internationale est traitée au cours de plusieurs bulletins d'information (à 6 heures, 14 heures, 20 heures et 21 heures) ainsi que d'émissions thématiques (débats, tribunes politiques). Parmi les programmes phares de la station figurent « El despertador », sélection musicale conçue pour réveiller les auditeurs, « Cada día más », émission matinale diffusée du lundi au vendredi depuis 2008; présentée par Toni Ruiz et son équipe, elle mêle informations, revue de presse, musique, services pratiques, débats et reportages. Le week-end, « Aragón Deporte » traite de l'actualité sportive locale et nationale.
Aragón Radio émet dans l'ensemble de la communauté autonome en modulation de fréquence (FM), sur la TDT (télévision numérique terrestre espagnole) et peut être reçue dans le monde entier via internet. La station a également une « petite sœur », Aragón Radio 2, disponible uniquement sur internet. Ses programmes sont centrés sur la musique.

## Fréquences
- Saragosse : 94.9 MHz
- Huesca : 90.0 MHz
- Teruel : 105.2 MHz
- Tarazona : 96.8 MHz
- Caspe : 101.9 MHz
- Utrillas : 97.1 MHz
- Javalambre : 103.4 MHz
- Fraga : 101.0 MHz
- Pont de Suert : 97.6 MHz